# Roter Eukalyptus

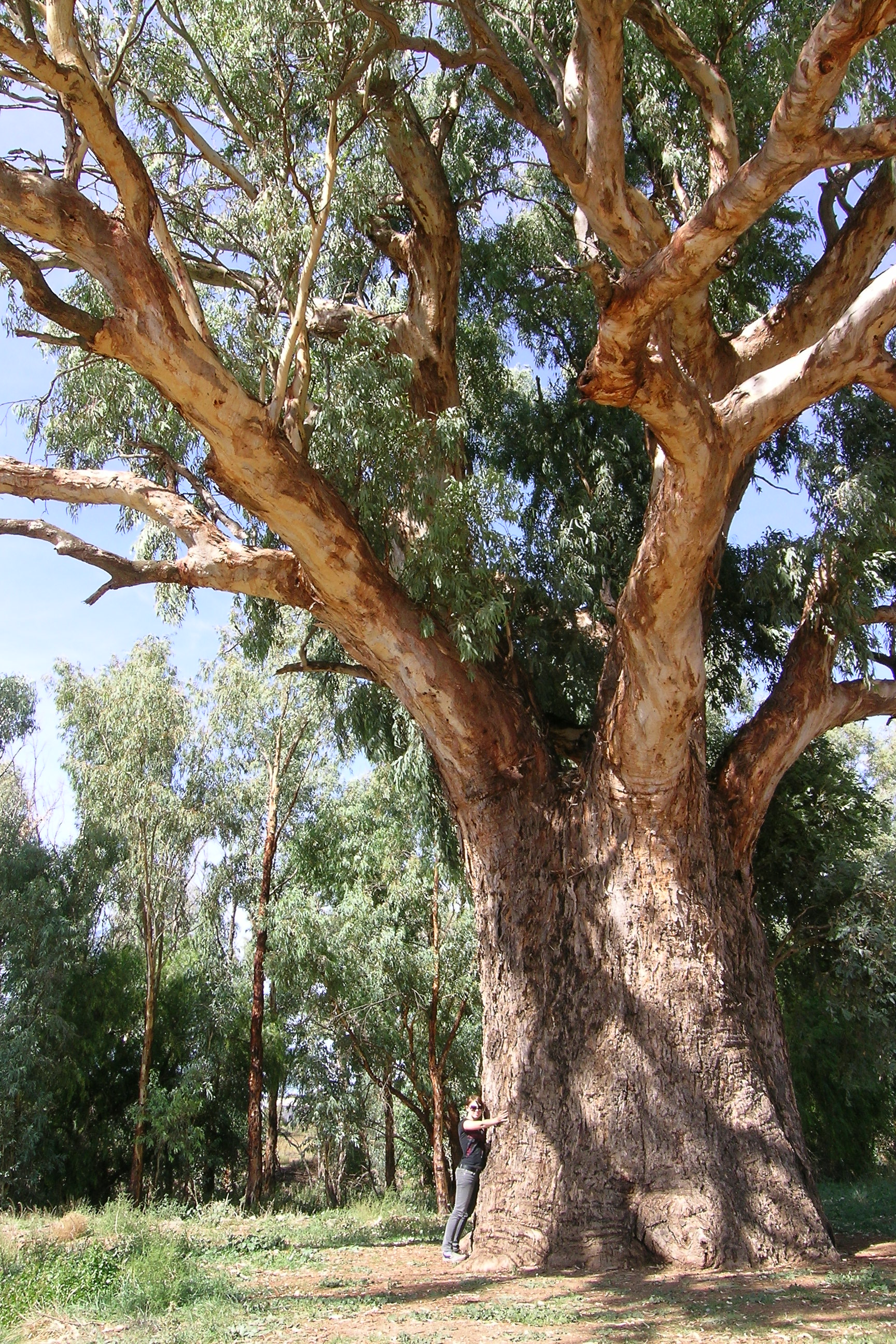
Dickes Exemplar in Australien mit etwa 10 Meter Umfang

Der Rote Eukalyptus (Eucalyptus camaldulensis) ist eine Pflanzenart innerhalb der Familie der Myrtengewächse (Myrtaceae). Sie kommt in fast ganz Australien vor und wird dort „River Red Gum“ genannt.

## Beschreibung

### Erscheinungsbild und Blatt
Der Rote Eukalyptus wächst als immergrüner Baum, der Wuchshöhen von bis über 35 Meter, gelegentlich auch einiges mehr, erreicht. An gut bewässerten Standorten wächst der Baum gerade, kann aber an trockeneren Standorten krumme Äste entwickeln. Die Borke ist weich und weiß, grau bis rotbraun und schält sich in kurzen Bändern oder Flicken ab. Der Baum führt ein rotes Kino, welches als „Red Gum“ bekannt ist. Der Stammdurchmesser erreicht über 2,5 Meter, selten bis über 4,5 Meter.
Beim Roten Eukalyptus liegt Heterophyllie vor. Die Laubblätter an jungen Exemplaren sind breit-lanzettlich bis eiförmig und matt grau-grün. Die einfarbigen, matt grünen oder grau-grünen Laubblätter an erwachsenen Exemplaren sind schmal-lanzettlich bis lanzettlich, 8 bis 30 Zentimeter lang und 1 bis 2,5 Zentimeter breit. Sie besitzen einige bis viele Öldrüsen in den Bereichen zwischen den Nerven.

### Blütenstand, Blüte und Frucht
An einem im Querschnitt stielrunden, 7 bis 25 Millimeter langen Blütenstandsschaft stehen in Gesamtblütenständen etwa sieben- bis elfblütige Teilblütenstände. Der stielrunde Blütenstiel ist 5 bis 12 Millimeter lang.
Die Blütenknospe ist bei einer Länge von 6 bis 11 Millimetern und einem Durchmesser von 3 bis 6 Millimetern eiförmig. Die zwittrige Blüte ist radiärsymmetrisch mit doppelter Blütenhülle. Die Calyptra ist halbkugelig und schnabelförmig, länger als der Blütenbecher (Hypanthium) und so breit wie dieser.
Die Frucht ist bei einer Länge und einem Durchmesser von jeweils 5 bis 7 Millimetern kugelig oder eiförmig. Der Diskus ist erhaben und die Fruchtfächer stehen hervor.

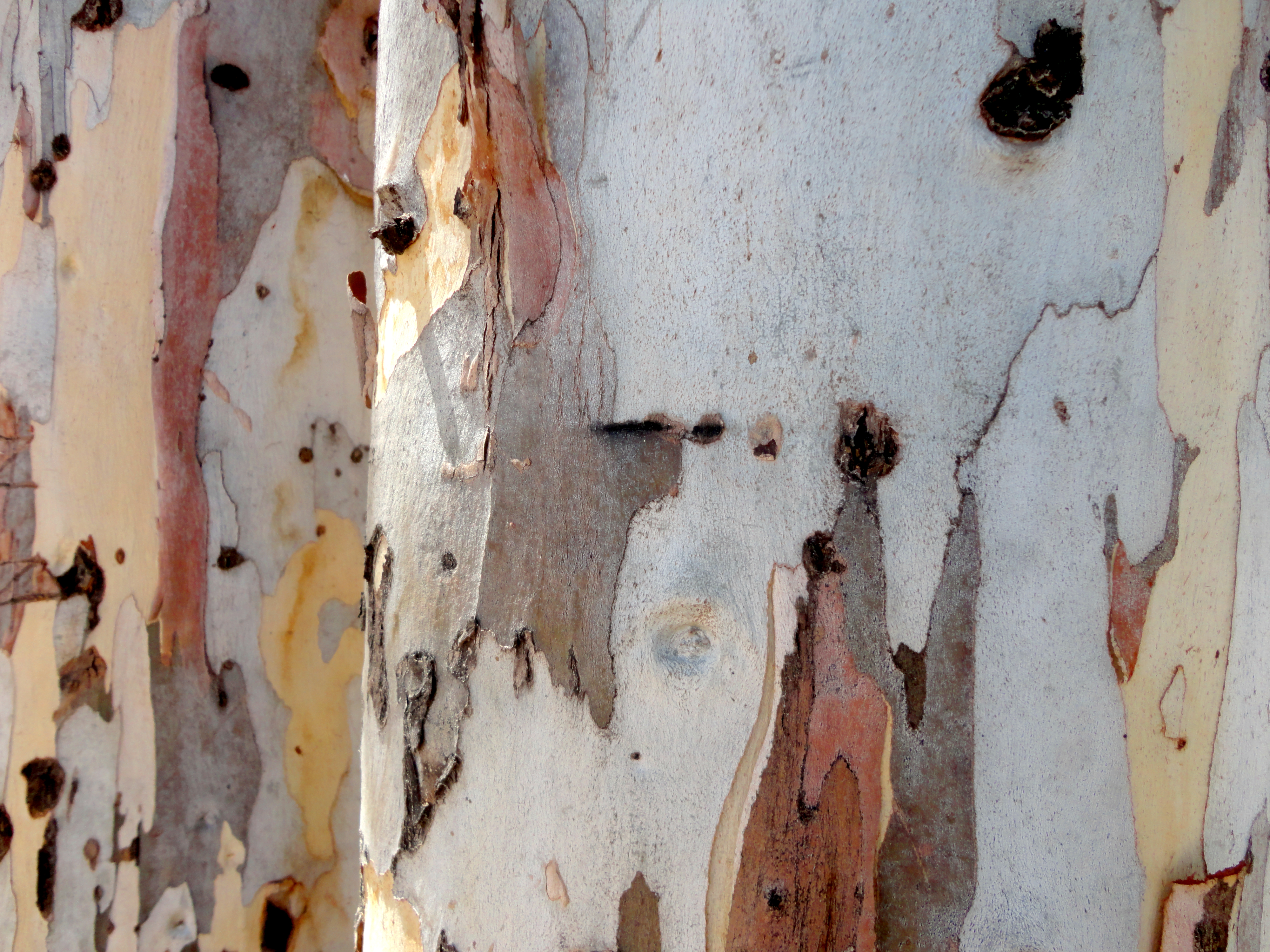
Borke
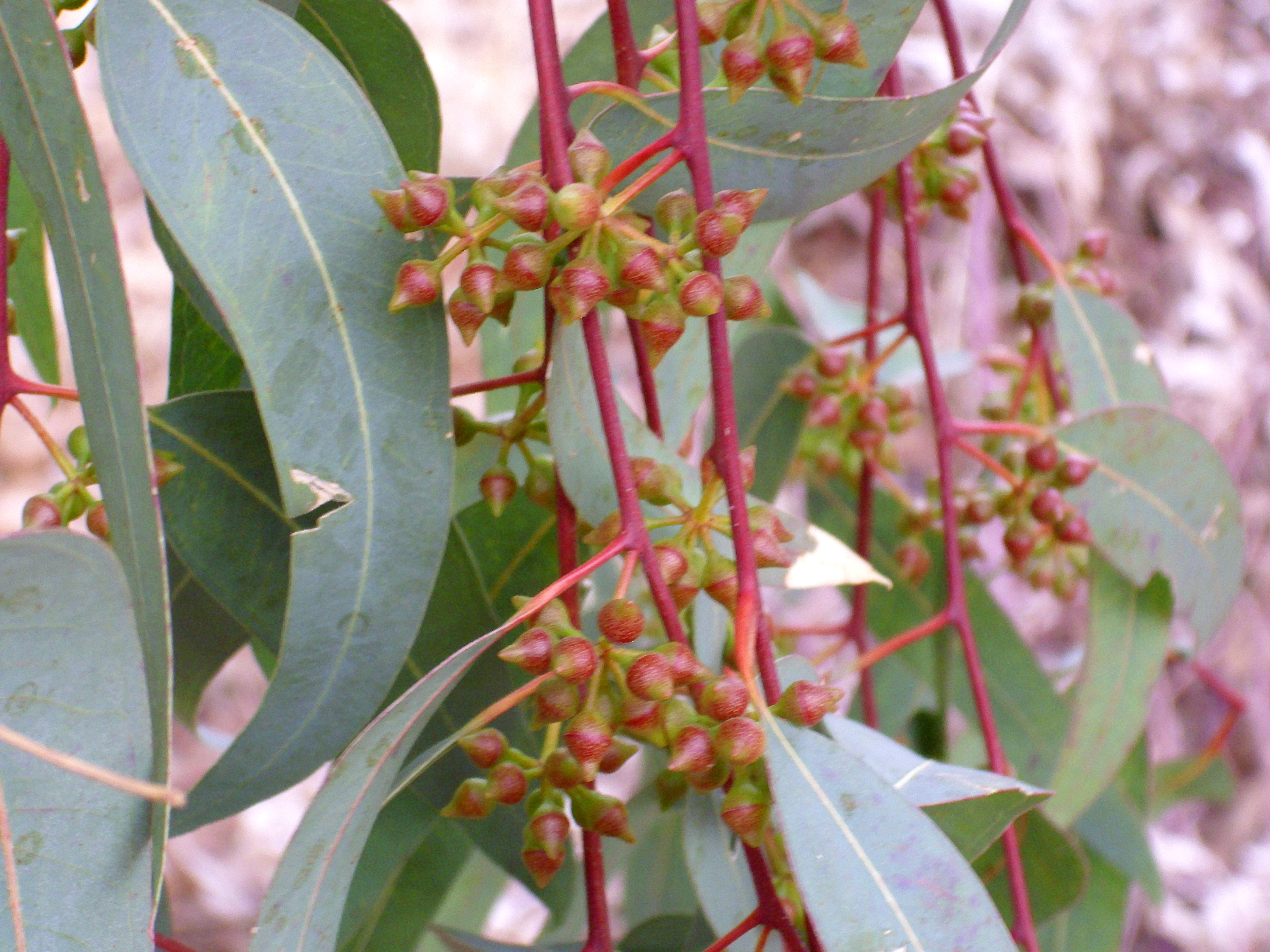
Laubblätter und Blütenknospen
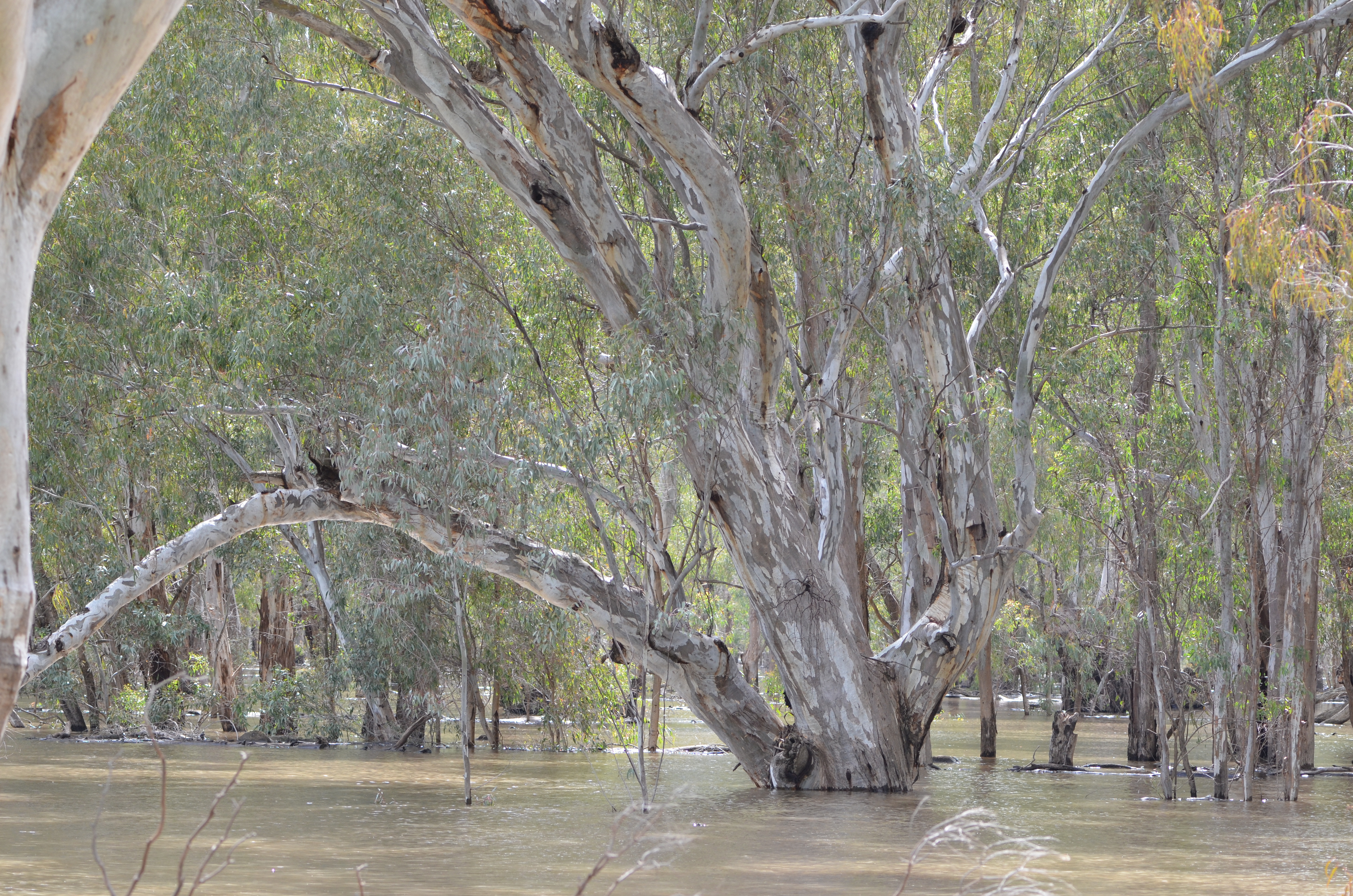
E. camaldulensis in überflutetem Fluss

## Ökologie
Die Verbindung des Roten Eukalyptus mit Wasser prädestiniert ihn als Lebensraum für verschiedene Tierarten; oftmals stellt er in trockenen Gebieten den einzig möglichen Lebensraum für diese Tierarten dar. Während der Überflutungen dient er Fischen als Brutplatz und unterstützt so auch die Populationen von Wasservögeln, die während ihrer eigenen Brutzeit auf die Fische als Futter angewiesen sind. Wilson, der die „Pflege“ des Roten Eukalyptus in New South Wales untersuchte, fand heraus, dass herabgefallene Äste dieser Baum-Art Fischen in Flüssen und Bächen Schutz bieten. Die abgestorbenen Bäume, die ins Wasser fallen, bilden einen wichtigen Teil des Ökosystems Fluss und einen wichtigen Lebens- und Brutraum für einheimische Fische, wie den River Blackfish (Gadopsis marmoratus). Seit den 1850er-Jahren hat man aber den größten Teil der toten Bäume aus den Flüssen entfernt, um ihre Nutzung als Schifffahrtsweg zu gewährleisten und Überflutungen zu vermeiden. Inzwischen hat die „Murray-Darling Basin Commission“ aber die große Bedeutung toter Bäume als Lebensraum für die Wasserfauna erkannt und ein Moratorium für deren Beseitigung aus dem Murray River empfohlen.
Baumhöhlen bilden sich an 120 bis 180 Jahre alten Bäumen und bieten vielen Wildtieren einen Lebensraum als Brut- oder Schlafstätte, so beispielsweise Fledermaus-Arten, der Teppichpython oder Vögeln. Das dichte Blätterdach des Roten Eukalyptus dient als Schattenspender und Sonnenschutz, gerade in den trockeneren Gegenden.
Der Schildsittich (Polytelis swainsonii), eine gefährdete Vogelart, nistet im Roten Eukalyptus.
Der Rote Eukalyptus trägt auch durch herabfallende Blätter und Insekten zum Nahrungsangebot für die dort lebenden Tierarten bei. Dies ist besonders in Gegenden wichtig, die sonst nur ein geringes Nahrungsangebot aufweisen. An seinen Standorten in Flussauen und an Wasserläufen vermindert diese Baumart auch den Abtransport von Schlick.

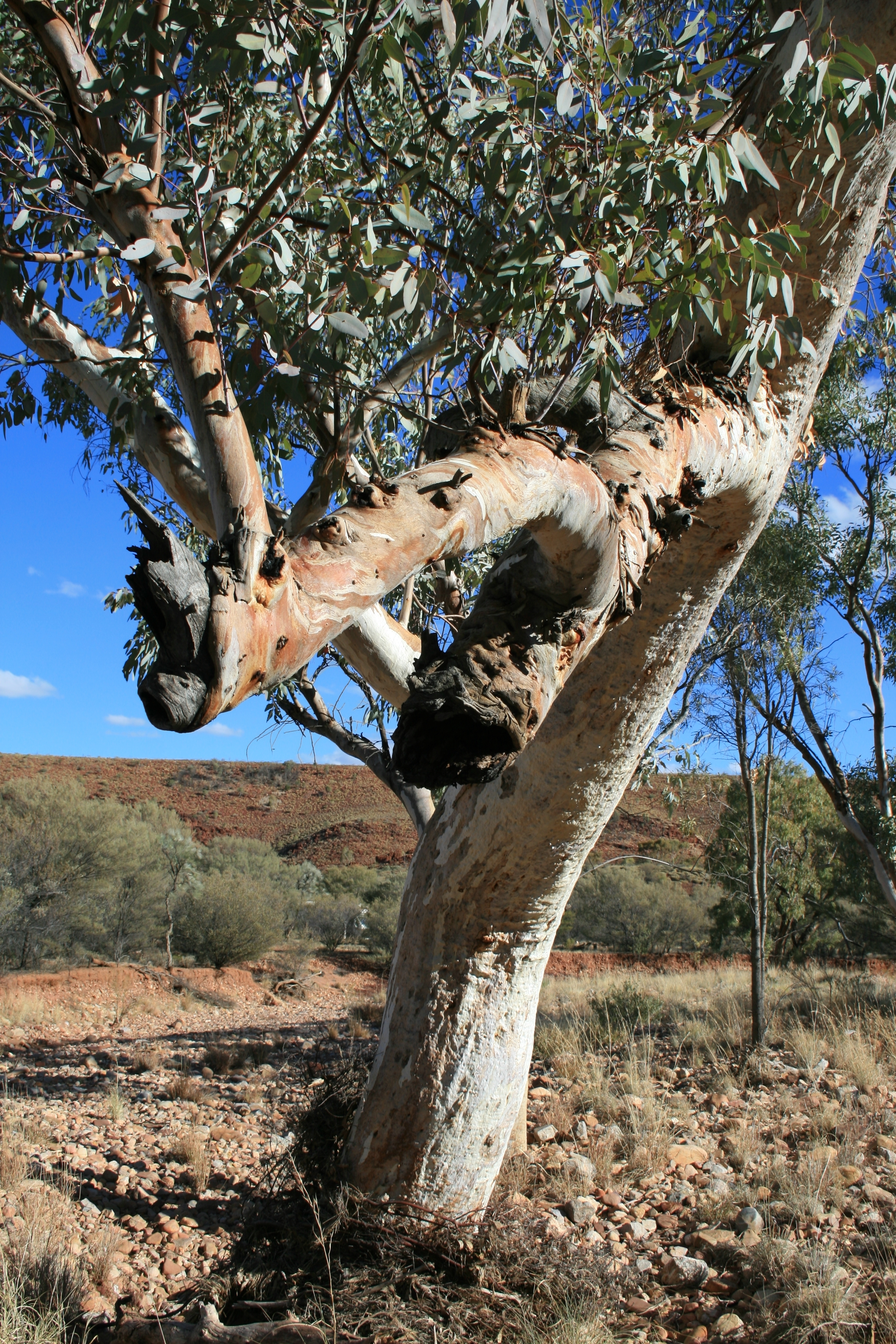
Die trockenen Flussbetten von Zentralaustralien bieten genug Grundwasserströmung für den Roten Eukalyptus.

## Vorkommen
Der Rote Eukalyptus findet sich entlang vieler Wasserstraßen in Australien. Damit ist er die am weitesten verbreitete Eukalyptusart. Das natürliche Verbreitungsgebiet erstreckt sich über fast ganz Australien, mit Ausnahme des westlichen South Australia, des südlichen Western Australia und der Regionen an der Ostküste Australiens.
Der Rote Eukalyptus ist definitiv auf Wasserläufe angewiesen und es gibt nur wenige Standorte in Australien, die nicht an – permanenten oder jahreszeitlich trockenen – Wasserläufen liegen.
Der Rote Eukalyptus findet sich an den Ufern vieler Wasserläufe und in deren Flussauen. Diese Standorte werden regelmäßig überflutet. Der Rote Eukalyptus gedeiht auf lehmhaltigen Böden am besten. Er ist nicht nur auf regelmäßige Regenfälle angewiesen, sondern auch auf die wiederkehrenden Überflutungen, die die Erde wieder mit Wasser durchtränken.

## Systematik
Die Erstbeschreibung von Eucalyptus camaldulensis erfolgte 1832 durch den Deutschen Friedrich Dehnhardt, den leitenden Gärtner des Orto Botanico di Napoli (Botanischer Garten von Neapel) in Catalogus Plantarum Horti Camaldulensis, 2. Auflage, 6, 20. Das Typusmaterial stammte von einem Exemplar in einem privaten Garten des Klosters Camaldoli bei Neapel (L’Hortus Camaldulensis di Napoli). Das Artepitheton camaldulensis verweist auf diesen Garten. 2009 erfolgte eine Revision von Eucalyptus camaldulensis durch M. W. McDonald, M. I. H. Brooker und P. A. Butcher: A taxonomic revision of Eucalyptus camaldulensis (Myrtaceae), In: Australian Systematic Botany, Volume 22, Issue 4, S. 264–268, Abbildung 5, darin wurden die Unterarten neu festgelegt.
Von Eucalyptus camaldulensis gibt es eine Reihe von Unterarten (Stand 2009/2010):
- Eucalyptus camaldulensis subsp. acuta Brooker & M.W.McDonald
- Eucalyptus camaldulensis subsp. arida Brooker & M.W.McDonald
- Eucalyptus camaldulensis Dehnh. subsp. camaldulensis (Syn.: Eucalyptus camaldulensis var. camaldulensis Dehnh.)
- Eucalyptus camaldulensis subsp. minima Brooker & M.W.McDonald
- Eucalyptus camaldulensis subsp. obtusa (Blakely) Brooker & M.W.McDonald (Syn.: Eucalyptus obtusa (Blakely) L.A.S.Johnson & K.D.Hill, Eucalyptus camaldulensis var. obtusa Blakely, Eucalyptus camaldulensis subsp. obtusa P.A.Butcher, M.W.McDonald & J.C.Bell, Eucalyptus camaldulensis var. pendula Blakely & Jacobs)
- Eucalyptus camaldulensis subsp. refulgens Brooker & M.W.McDonald
- Eucalyptus camaldulensis subsp. simulata Brooker & Kleinig

## Nutzung

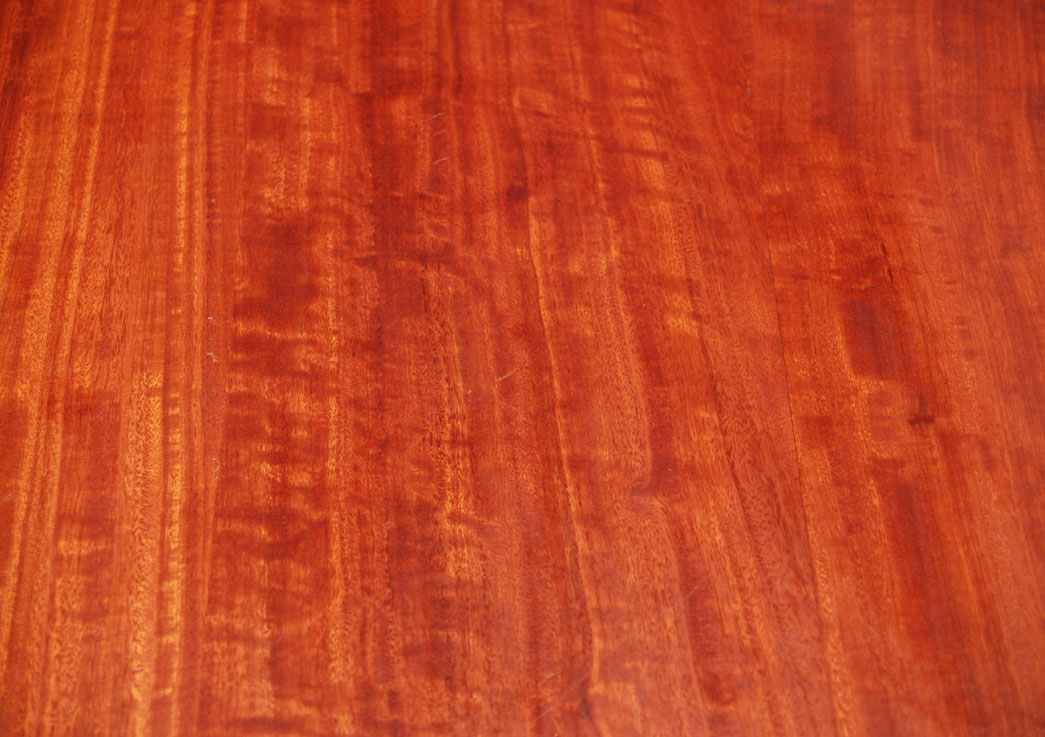
Polierte Tischoberfläche aus dem Holz des roten Eukalyptus

Der Rote Eukalyptus erhielt seinen Namen wegen seines roten Holzes, dessen Färbung von hellrosa bis fast schwarz variieren kann, je nach Alter und Bewitterung. Es ist etwas spröde, was seine Bearbeitung erschwert. Traditionell dient es als Konstruktionsholz, für Eisenbahnschwellen, Holzböden, Rahmen und Zäune, aber auch als Sperrholz und Furnier, zum Drechseln, als Feuerholz oder zur Herstellung von Holzkohle. Die oft tiefrote Färbung macht es in der Möbelherstellung beliebt. Es ist sehr hart, besitzt ein hohes spezifisches Gewicht (etwa 900 kg/m³) und reagiert sehr stark auf Feuchtigkeit.
Der Rote Eukalyptus wird auch für die Bienenhaltung eingesetzt; seine Blüten dienen der Herstellung von Honig. Seine Produkte dienen als Öl, Treibstoff und bei den Aborigines auch als Medizin.
Roter Eukalyptus wird in vielen Teilen der Welt angebaut. Für die Mitte der 1970er-Jahre wird die Gesamtanbaufläche mit mehr als 5.000 km² angegeben. Plantagen können sowohl in gemäßigten Klimaten als auch in den Tropen erfolgreich betrieben werden. Nutzungsgebiete finden sich unter anderem im Mittelmeerraum (Spanien, Marokko, Ägypten), in Afrika südlich der Sahara (Burkina Faso, Elfenbeinküste, Kenia, Nigeria, Senegal, Simbabwe, Südafrika, Sudan, Tansania), in Asien (Pakistan, Sri Lanka), Südamerika (Argentinien, Brasilien, Uruguay) und den USA (Arizona, Kalifornien).
In einigen Ländern, wie etwa Kalifornien, Spanien oder Südafrika, gilt die Art jedoch gleichzeitig als Bioinvasor, der sich auch abseits von Anpflanzungen fortpflanzt und ausbreitet.

## Trivia
Der Rote Eukalyptus gilt in Australien als Ikone. Seine Blätter wurden schon auf australischen Briefmarken abgebildet. Ein Bild des „Proclamation Tree“ findet sich auf einer Briefmarke aus dem Jahre 1936 zur Feier des 100-Jährigen Bestehens von South Australia.